# Франц (фільм, 2016)
«Франц» (фр. Frantz) — французько-німецький драматичний фільм, знятий Франсуа Озоном. Світова прем'єра стрічки відбулась 3 вересня 2016 року на Венеційському міжнародному кінофестивалі, а в Україні — 17 листопада 2016 року. Фільм розповідає про німкеню Анну, яка після закінчення Першої світової війни щодня приходить на могилу свого нареченого Франца, який загинув у Франції. Одного разу вона зустрічає там француза Адріена, який теж приніс квіти на могилу її коханого.

## У ролях
- Паула Бір — Анна
- П'єр Ніне — Адрієн
- Антон фон Люк — Франц

## Нагороди та номінації
| Список нагород та номінацій      | Список нагород та номінацій | Список нагород та номінацій      | Список нагород та номінацій               | Список нагород та номінацій | Список нагород та номінацій |
| Кінопремія                       | Дата церемонії              | Категорія                        | Номінант(и)                               | Результат                   | Дж                          |
| -------------------------------- | --------------------------- | -------------------------------- | ----------------------------------------- | --------------------------- | --------------------------- |
| Венеційський кінофестиваль       | 10 вересня 2016             | «Золотий лев» за найкращий фільм | «Франц»                                   | Номінація                   |                             |
| Премія «Люм'єр»                  | 30 січня 2017               | Найкраща акторка                 | Паула Бір                                 | Номінація                   | [ 3 ]                       |
| Премія «Люм'єр»                  | 30 січня 2017               | Найкращий сценарій               | Франсуа Озон                              | Номінація                   | [ 3 ]                       |
| Премія «Люм'єр»                  | 30 січня 2017               | Найкращий кінооператор           | Паскаль Марті                             | Номінація                   | [ 3 ]                       |
| Премія «Люм'єр»                  | 30 січня 2017               | Найкраща музика до фільму        | Філіпп Ромбі                              | Номінація                   | [ 3 ]                       |
| Премія «Сезар»                   | 24 лютого 2017              | Найкращий фільм                  | «Франц»                                   | Номінація                   | [ 4 ]                       |
| Премія «Сезар»                   | 24 лютого 2017              | Найкраща режисерська робота      | Франсуа Озон                              | Номінація                   | [ 4 ]                       |
| Премія «Сезар»                   | 24 лютого 2017              | Найкращий актор                  | П'єр Ніне                                 | Номінація                   | [ 4 ]                       |
| Премія «Сезар»                   | 24 лютого 2017              | Найперспективніша акторка        | Паула Бір                                 | Номінація                   | [ 4 ]                       |
| Премія «Сезар»                   | 24 лютого 2017              | Найкращий адаптований сценарій   | Франсуа Озон, Філіпп П'яццо               | Номінація                   | [ 4 ]                       |
| Премія «Сезар»                   | 24 лютого 2017              | Найкраща музика до фільму        | Філіпп Ромбі                              | Номінація                   | [ 4 ]                       |
| Премія «Сезар»                   | 24 лютого 2017              | Найкращий монтаж                 | Лор Гердетт                               | Номінація                   | [ 4 ]                       |
| Премія «Сезар»                   | 24 лютого 2017              | Найкраща операторська робота     | Паскаль Марті                             | Перемога                    | [ 4 ]                       |
| Премія «Сезар»                   | 24 лютого 2017              | Найкращі декорації               | Мішель Бартелемі                          | Номінація                   | [ 4 ]                       |
| Премія «Сезар»                   | 24 лютого 2017              | Найкращий дизайн костюмів        | Паскалін Шаванн                           | Номінація                   | [ 4 ]                       |
| Премія «Сезар»                   | 24 лютого 2017              | Найкращий звук                   | Мартін Боссу, Бенуа Ґарґонн, Жан-Поль Юрі | Номінація                   | [ 4 ]                       |
| Премія Європейської кіноакадемії | 9 грудня 2017               | Найкраща акторка                 | Паула Бір                                 | Номінація                   | [ 5 ] [ 6 ]                 |
| Премія Європейської кіноакадемії | 9 грудня 2017               | Приз глядацьких симпатій         | «Франц»                                   | Номінація                   | [ 5 ] [ 6 ]                 |